# خواهران چینگ
خواهران چِینگ (ویتنامی: Hai Bà Trưng, 𠄩婆徵، به‌معنای تحت‌اللفظی «دو بانوی [به‌نام] چِینگ»، حدود ۱۴ – حدود ۴۳ میلادی) رهبران نظامی لوئویوئه بودند که پس از رهبری شورشی از قبایل لوئویوئه و دیگر قبایل در سال ۴۰ میلادی علیه اولین سلطه چینی‌ها بر ویتنام، به‌مدت سه سال حکومت کردند. آن‌ها به‌عنوان قهرمانان ملی ویتنام شناخته می‌شوند.
چِینگ تَرَک نخستین فرمانروای زن در ویتنام و همچنین نخستین ملکه حاکم در تاریخ ویتنام بود (لی چیئو هوآنگ آخرین زنی بود که سلطنت را در دست داشت و تنها ملکه حاکم به‌شمار می‌رود). در کتاب سالنامه کامل دای ویت، او با لقب ملکه چِینگ مورد خطاب قرار گرفته است.
این دو خواهر در جیاوژو (Giao Chỉ)، یکی از گونهای دودمان هان چین در شمال ویتنام امروزی به دنیا آمدند. تاریخ دقیق تولد آن‌ها مشخص نیست، اما چِینگ تَرَک از چِینگ نْیی بزرگ‌تر بود. همچنین، تاریخ دقیق مرگ آن‌ها نیز نامعلوم است، اما هر دو حدود سال ۴۳ میلادی، پس از نبرد با نیروی اعزامی تنبیهی تحت فرمان ما یوان، ژنرال دودمان هان، جان خود را از دست دادند.

## پیش‌زمینه تاریخی
فرمانده پیشین دودمان چین، ژائو توئو (در ویتنامی: Trieu Da)، در سال ۲۰۴ پیش از میلاد، دولت نانیو را تأسیس کرد و در سال ۱۸۰ پیش از میلاد، Âu Lạc را فتح نمود و قلمرو ویتنامی را در قلمرو خود ادغام کرد. در سال ۱۱۲ پیش از میلاد، امپراتور وو هان نیروهایی را علیه نانیو اعزام کرد و این پادشاهی در سال ۱۱۱ پیش از میلاد، طی فتح نانیو توسط هان، ضمیمه امپراتوری هان شد. برای اداره این منطقه، ۹ گون (تقسیمات کشوری) تأسیس شد، که سه مورد از آن‌ها در منطقه‌ای قرار داشتند که امروزه شمال ویتنام محسوب می‌شود. در سال ۴۰ میلادی، قبایل محلی به رهبری خواهران چِینگ علیه دودمان هان شورش کردند.

## زندگی‌نامه
خواهران چِینگ دختران خانواده‌ای ثروتمند و اشرافی از قوم لَک بودند (لَک‌ها مجموعه‌ای از مردمان چندقومیتی بودند). پدر آن‌ها یکی از فرمانروایان لَک در منطقه مِه لین (امروزه ناحیه مه لین، هانوی) بود. همسر چِینگ تَرَک، تی ساچ (شی سوئو) نیز فرمانروای لَک در چو دیین (امروزه ناحیه خوای چاو، استان هونگ ین) بود. سو دینگ، فرماندار چینی جیاوژو در آن زمان، به‌دلیل ظلم و ستمش در تاریخ ثبت شده است. طبق تاریخ هان متأخر، تی ساچ «طبیعتی سرسخت» داشت و سو دینگ تلاش کرد او را با اعمال قانون مهار کند و حتی قصد داشت او را بدون محاکمه اعدام کند. چِینگ تَرَک شوهرش را به قیام ترغیب کرد و به چهره‌ای محوری در بسیج فرمانروایان لَک علیه چینی‌ها تبدیل شد. در مارس سال ۴۰ میلادی، چِینگ تَرَک و خواهر کوچک‌ترش، چِینگ نْیی، قیام لَک ویت‌ها علیه هان را رهبری کردند.
تاریخ هان متأخر ثبت کرده است که چِینگ تَرَک این شورش را برای انتقام از قتل شوهرش آغاز کرد. قیام در دلتای رود قرمز آغاز شد، اما به‌سرعت در میان قبایل لَک و سایر مردمان غیرچینی از فرمانداری هپو تا رینان گسترش یافت. سکونتگاه‌های چینی به تصرف درآمدند و سو دینگ گریخت. این شورش حمایت حدود ۶۵ شهر و سکونتگاه را به دست آورد. چِینگ تَرَک به‌عنوان ملکه حاکم اعلام شد. وضعیت چِینگ نْیی در سالنامه کامل دای ویت ذکر نشده است. طبق تاریخ مختصر ویتنام، چِینگ نْیی به‌طور مشترک به‌عنوان هم‌پادشاه/ملکه حکومت کرد، اما بر اساس ادبیات شفاهی، چِینگ نْیی نایب‌الملک شد.
در سال ۴۲ میلادی، امپراتور گوانگ‌وو هان ژنرال ما یوان را با ۲۰٬۰۰۰ سرباز برای سرکوب قیام اعزام کرد. در سال بعد، این قیام سرکوب شد و ما یوان، چِینگ تَرَک و چِینگ نْیی را اسیر و گردن زد، سپس سرهای آن‌ها را به دربار هان در لوئویانگ فرستاد.
شاعر و خوشنویس دودمان سونگ، هوانگ تینجیان (۱۰۴۵–۱۱۰۵) خواهران چِینگ را با لو جیا، وزیر اعظم نانیو که در سال ۱۱۲ پیش از میلاد در برابر سپاه امپراتور وو هان مقاومت کرد، مقایسه کرده است:

لو جیا رشوه خیانت را نپذیرفت؛
چِینگ تَرَک سپر برافراشت تا در برابر ظلم مقاومت کند.

## تاریخ‌نگاری
منبع اصلی تاریخی دربارهٔ خواهران ترونگ، اثر تاریخ هان متاخر است که در قرن پنجم توسط مورخ فان یه گردآوری شده و تاریخ دودمان هان شرقی را از سال ۶ تا ۱۸۹ میلادی پوشش می‌دهد. منابع چینی دیگر شامل تفسیر رودنامه (قرن ششم)، کتاب سوئی (قرن هفتم)، تونگ دیئن (قرن هشتم) و کتاب بربرهای جنوبی (نوشته شده در ۸۶۲ میلادی توسط فان چوو) هستند. منبع ثانویه، اما مشهورترین منبع در فرهنگ عامه، سالنامهٔ کامل دای ویت است که توسط نگو سی لین تحت فرمان امپراتور  تدوین و در سال ۱۴۷۹ تکمیل شد.